# Андон Топалов
Андон Топалов (Антон Топал, Топол) е български революционер, деец на Вътрешната македоно-одринска революционна организация.

## Биография
Андон Топалов е роден през 1872 година в Енидже Вардар (Па̀зар), тогава в Османската империя, днес Яница в Гърция. Занимава се с рогозинарство и остава неграмотен. Заедно с брат си Димитър Топалов (Мици Агото) се присъединява към градския комитет на ВМОРО.
Заради засилващата се гръцка пропаганда след 1904 година и зачестилите убийства на български дейци в града е взето решение Христо Хаджидимитров да бъде убит от Иван Сърбов и Андон Топалов в местността Гюпчинов дол в центъра на града. Това става на 17 юли 1905 година и според гръцките източници убийците са трима: Йован Келеш (Γιοβάν Κέλες), Кръсте Топал (Τοπάλ Κρίστε) и още един.